# Resumen gráfico
Un resumen gráfico (o resumen visual ) es un equivalente gráfico o visual de un resumen artículo. Los resúmenes gráficos se muestran en una sola imagen; y están diseñados para ayudar al lector a obtener rápidamente una visión general de un trabajo académico, artículo de investigación, tesis o revisión, donde en similar a una lectura en diagonal de valora el propósito y los resultados de una investigación determinada, así como los detalles más destacados de autores y revista. Al igual que un resumen de video, no pretenden reemplazar el trabajo de investigación original, sino ayudar a llamar la atención sobre él, aumentando su número de lectores.

## Tipos
Para la comunidad científica en general, los resúmenes gráficos son un concepto relativamente nuevo: por lo tanto, no existe un estándar o estilo de formato omnipresente. 

### Diagrama
Los resúmenes gráficos, que consisten principalmente en diagramas, se han utilizado desde mediados hasta finales de la década de 1970, principalmente en el campo de la química, debido a la naturaleza visual del campo. Este tipo de resumen gráfico generalmente es producido por los propios investigadores y la audiencia prevista son otros investigadores que ya están muy familiarizados con el tema, generalmente utilizando un lenguaje muy técnico y abreviaturas sin contexto de fondo.

### Visual
El resumen visual es un estilo de resumen gráfico presentado por primera vez en junio de 2016 por el editor creativo de Annals of Surgery, Andrew Ibrahim, MD, del Instituto de Políticas e Innovación de Atención Médica, Departamento de Cirugía de la Universidad de Míchigan . Los resúmenes visuales se han desarrollado teniendo en cuenta un estilo de formato consistente y están destinados a ser producidos rápida y fácilmente por el investigador, utilizando Microsoft PowerPoint, aunque existen resúmenes visuales diseñados profesionalmente. El formato general consta de un título, seguido de uno (o varios) hallazgos clave, cada uno con una descripción de texto y un ícono visual, respaldado por datos. Hasta ahora, los resúmenes visuales parecen ser utilizados exclusivamente por revistas médicas. Se ha demostrado que el uso de resúmenes visuales aumenta la participación general en las redes sociales, particularmente entre los profesionales de la salud.

### infografía
Estos resúmenes gráficos tienden a presentar texto y gráficos juntos de una manera visualmente más atractiva. Los resúmenes de estilo infográfico estuvieron entre los primeros en ganar popularidad a principios de 2015 y 2016 (poco antes de los resúmenes visuales), apareciendo en revistas académicas como PeerJ y Elsevier.

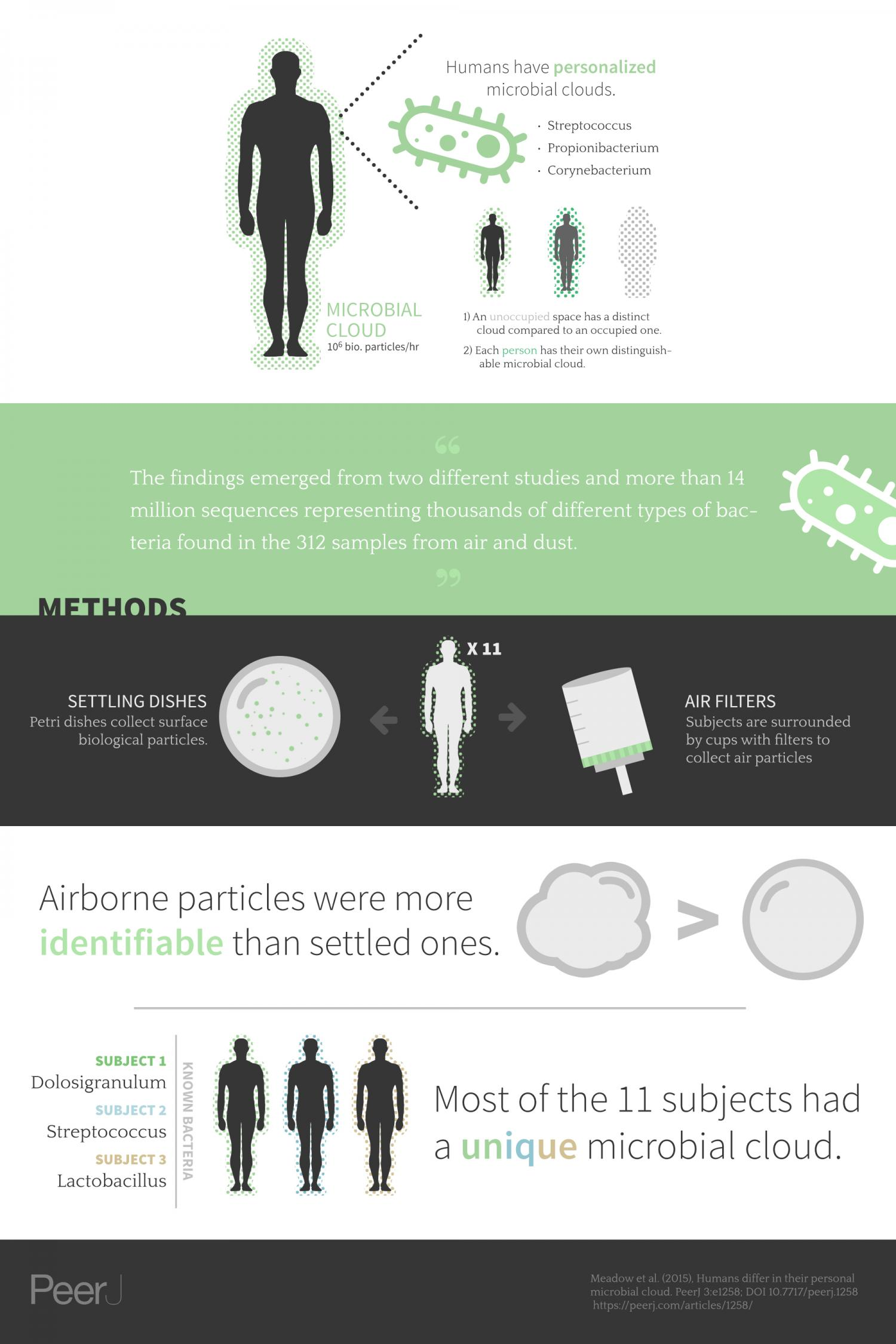
Resumen gráfico infográfico publicado en PeerJ

## Evidencia de efectividad
Hay relativamente pocos estudios que investiguen la eficacia de los resúmenes gráficos para aumentar el impacto de la publicación.
Algunos estudios se han centrado específicamente en el impacto del uso de resúmenes visuales . Un estudio reveló que, en relación con los tuits sin un resumen visual, los tuits con un resumen visual produjeron un aumento de 7,7 veces en las impresiones de Twitter, un aumento de 8,4 veces en los retuits y resultó en un aumento de 2,7 veces en las visitas de artículos.

## Aplicaciones de un resumen gráfico
- Conferencias
- Blog[18]
- Solicitud de subvención
- En los resultados de búsqueda (p. ej. ScienceDirect), junto con el título del artículo y la lista de autores.
- Aplicación de trabajo
- Comunicado de prensa
- Página en línea de su artículo de revista (para las revistas que lo permiten)
- Tabla de contenido en línea en el sitio web de la revista (ejemplo)
- Página web personal/laboratorio
- Conferencias públicas y eventos de participación comunitaria
- Redes sociales (Twitter, Facebook, Instagram, LinkedIn, Youtube)
- Dentro de un manuscrito científico (junto con el título y resumen/resumen)